# ブギ・ウギ・クリスマス
『ブギ・ウギ・クリスマス』 (BOOGIE WOOGIE CHRISTMAS) とはアメリカのビッグ・バンド、ブライアン・セッツァー・オーケストラが2002年にリリースしたクリスマス・アルバム。

## 解説
これまでにも映画「ジングル・オール・ザ・ウェイ」のサウンドトラック等でクリスマス・ソングを披露してきたブライアン・セッツァー・オーケストラが満を持して発表したクリスマス・アルバム。「ベイビー、イッツ・コールド・アウトサイド」では、映画『ラスベガス万才』でエルヴィス・プレスリーと共演した往年のミュージカル・スター、アン＝マーグレットとセッツァーのデュエットが聴ける。

## 収録曲
1. ジングル・ベル - Jingle Bells
2. ブギ・ウギ・サンタ・クロース - Boogie Woogiw Santa Clause
3. ウィンター・ワンダーランド - Winter Wonderland
4. ブルー・クリスマス - Blue Christmas
5. サンタが町に来る - Santa Clause Is Backing Town
6. ベイビー・イッツ・コールド・アウト・サイド - Baby It's Cold Out Side
7. くるみ割り人形 - The Nutcracker Suite
8. マン・ウィズ・ザ・バック - (Everybody's Waitin' For) The Man With The Bag
9. そりすべり - Sleigh Ride
10. ソー・ゼイ・セイ・イッツ・クリスマス - So They Say It's Christmas
11. さやかに星はきらめき - O Holy Night
12. アーメン - The Amen
13. ジングル・ベル (インストゥルメンタル) - Jingle Bells(Instrumental)

## ブギ・ウギ・クリスマス+ラック・ビー・ア・レイディEP
2002年にリリースされた「ブギ・ウギ・クリスマス」に2003年に日本限定で発売されたミニアルバム「ラック・ビー・ア・レイディ EP」をプラスした
ミックス盤。

## 収録曲
1. ジングル・ベル - Jingle Bells
2. ブギ・ウギ・サンタ・クロース - Boogie Woogie Santa Clause
3. ウィンター・ワンダーランド - Winter Wonderland
4. ブルー・クリスマス - Blue Christmas
5. サンタが町に来る - Santa Clause Is Backing Town
6. ベイビー・イッツ・コールド・アウト・サイド - Baby It's Cold Out Side
7. くるみ割り人形 - The Nutcracker Suite
8. マン・ウィズ・ザ・バック - (Everybody's Waitin' For) The Man With The Bag
9. そりすべり - Sleigh Ride
10. ソー・ゼイ・セイ・イッツ・クリスマス - So They Say It's Christmas
11. さやかに星はきらめき - O Holy Night
12. アーメン - The Amen
13. ジングル・ベル (インストゥルメンタル) - Jingle Bells(Instrumental)
14. ラック・ビー・ア・レイディ - Luck Be A Lady
15. レット・イット・スノー、レット・イット・スノー、レット・イット・スノー - Let It Snow,Let It Snow,Let It Snow
16. ラン・ルドルフ・ラン - Run Rudolph Run
17. ホワット・アー・ユー・ドゥーイン・ニュー・イヤーズ・イヴ - What Are You Doin' New Years Eve
18. カクタス・クリスマス - Cactus Christmas